# Linkuva
Linkuva är en ort i Litauen. Den ligger i den centrala delen av landet, 170 km nordväst om huvudstaden Vilnius. Linkuva ligger 78 meter över havet och antalet invånare är 1 719.
Terrängen runt Linkuva är huvudsakligen mycket platt. Linkuva ligger uppe på en höjd. Runt Linkuva är det ganska glesbefolkat, med 23 invånare per kvadratkilometer. Närmaste större samhälle är Pakruojis, 14,7 km söder om Linkuva. Trakten runt Linkuva består till största delen av jordbruksmark.